# Politiques d'adaptation face à la montée des eaux dans les États insulaires formés d'atolls
 (décembre 2016).
- Si vous ne connaissez pas le sujet, laissez ce bandeau (vous pouvez alors contacter les auteurs).
- Si vous supprimez le contenu mis en cause (vous pouvez préalablement contacter les auteurs),

argumentez précisément cette suppression dans la page de discussion
(un manque de référence n'est pas un argument ; une recherche réelle de référence doit avoir été effectuée, être formellement documentée).
 (décembre 2016).
La montée des eaux est l’une des conséquences du réchauffement climatique, bien que celui-ci n’en soit pas l’unique cause (localement, la subsidence géologique peut aussi jouer). Elle affecte tout particulièrement les atolls, des îles de basse altitude à l’environnement vulnérable. Les politiques d’adaptation face à la montée des eaux sont fortement liées à la gouvernance. Elles concernent six grands points : les infrastructures, l’utilisation de l’environnement, les organisations, la sensibilisation, les financements et la migration.
Les États insulaires font partie des pays dont les émissions globales de CO2 sont les plus faibles, mais ce sont les premiers à subir les conséquences du réchauffement climatique. En effet, le bouleversement du climat entraîne une augmentation du niveau des eaux ainsi que des changements au niveau des propriétés physico-chimiques des océans. Durant le XXe siècle, l’augmentation moyenne était de 2 millimètres par an, d’ici 2100, elle pourrait atteindre 5 millimètres par an.
Cela a plusieurs conséquences sur les îles, en majorité celles du Pacifique, et plus particulièrement sur les atolls, récifs coralliens annulaires reposant sur un soubassement rocheux. À terme, certaines îles sont condamnées à être entièrement submergées, et cela, après avoir subi toute une série de désastres écologiques comme, par exemple, la pénétration de l'eau de mer dans leurs réserves d'eau douce.
Alors que les populations concernées font face à la destruction et à la disparition de leurs habitats, les actions sont ralenties par les incertitudes, car le débat à ce sujet est pollué par le lobbying des grands émetteurs de CO2 qui, selon un procédé ancien et bien connu,, appelé « funding effect », cherchent à discréditer les études indépendantes en multipliant les financements d'autres études biaisées mais rassurantes, cela renforce, entre autres, le climatoscepticisme.

## Zone d'étude

### Choix de la zone d'étude

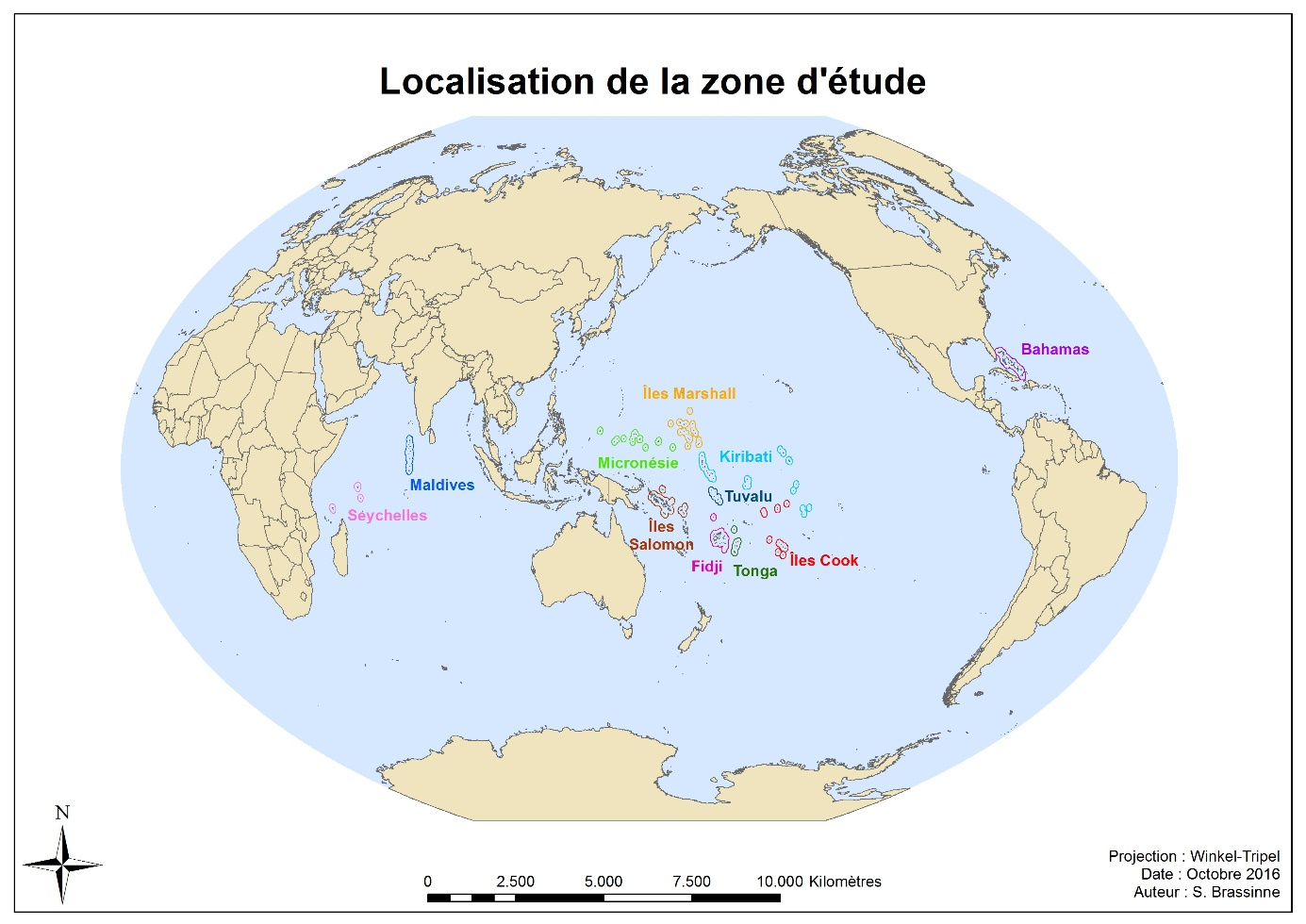
Localisation de la zone d'étude. La carte centrée sur le Pacifique présente les États insulaires constitués essentiellement d’atolls ; ces îles sont les plus sensibles face à la montée des eaux due au réchauffement climatique. La plupart des États-atolls sont concentrés dans l’océan Pacifique ; les Maldives et les Seychelles se trouvent dans l’océan Indien et les Bahamas sont dans l’océan Atlantique.

Tous ne sont pas égaux face aux conséquences des changements climatiques. En ce qui concerne la montée des eaux, au sujet des atolls il devient primordial de trouver une ou des solution(s) pour les populations de ces récifs condamnés à disparaître. 
1. protéger l'habitat grâce à des digues,
2. élever l'habitat,
3. migrer au sein même du pays ou dans un autre État

. 
Cependant, ces solutions se restreignent d’autant plus pour les États insulaires formés majoritairement d’atolls. Pour eux, la migration interne (au sein du pays) n’est pas possible à long terme ; si les îles disparaissent, l’État disparaît. De plus, la plupart de ces États-atolls ont une économie faible et sensible aux moindres perturbations. Les conséquences d’une catastrophe naturelle peuvent s’observer sur le PIB (voir les Bahamas dans le Tableau 2). Le gouvernement n’a donc pas les moyens d’investir dans des travaux d’aménagement conséquents comme cela se fait dans des pays où l’économie est plus stable (pour les digues aux Pays-Bas par exemple). En résumé, que ce soit pour la migration ou pour toute autre forme de solution nécessitant un financement important, les États-atolls sont liés au reste du monde pour survivre face au réchauffement climatique global. 
Les États-atolls semblent être les pays les plus en danger face à la montée des eaux. Ils se composent de onze nations (voir ci-contre) : les îles Marshall, les îles Cook, les îles Fidji, les îles Salomon, les Bahamas, les Maldives, les Seychelles, Kiribati, Tuvalu, Tonga et les États fédérés de Micronésie.

### États-atolls
Comme expliqué précédemment, la zone d’étude se limite à onze pays. Ils sont constitués majoritairement d’atolls (Tableau 1 : nombre d’îles (atolls/ îles tot.)). Chaque État-atoll possède des caractéristiques environnementales, socio-culturelles et économiques propres, celles-ci sont présentées dans le Tableau 1 et le Tableau 2.
| Facteurs physiques et sociaux          | Facteurs physiques et sociaux          | Kiribati | Tuvalu | Maldives    | Seychelles     | Îles Cook | États fédérés de Micronésie | Îles Marshall | Bahamas | Fidji   | Salomon | Tonga   |
| -------------------------------------- | -------------------------------------- | -------- | ------ | ----------- | -------------- | --------- | --------------------------- | ------------- | ------- | ------- | ------- | ------- |
| Longueur littorale (km)                | Longueur littorale (km)                | 1 143    | 24     | 644         | 491            | 120       | 6 112                       | 370,4         | 3 542   | 1 129   | 5 313   | 419     |
| Superficie (km²)                       | Superficie (km²)                       | 811      | 26     | 298         | 455            | 236       | 702                         | 181           | 13 880  | 18 274  | 28 896  | 747     |
| Point culminant (m)                    | Point culminant (m)                    | 81       | 5      | 2,4         | 905 (+/- 30)   | 652       | 791                         | 10            | 63      | 1 324   | 2 310   | 1 033   |
| Altitude moyenne (m)                   | Altitude moyenne (m)                   | <4       | 1      | 1,8         | 2 à 6          | /         | /                           | 2             | /       | /       | /       | /       |
| Occupation du territoire (%)           | Agriculture                            | 42       | 60     | 23,3        | 6,5            | 8,4       | 25,5                        | 50,7          | 1,4     | 23,3    | 3,9     | 43,1    |
| Occupation du territoire (%)           | Forêt                                  | 15       | 33,3   | 3           | 88,5           | 64,6      | 74,5                        | 49,3          | 51,4    | 55,7    | 78,9    | 12,5    |
| Occupation du territoire (%)           | Autre                                  | 43       | 6,7    | 73,7        | 5              | 27        | /                           | 0             | 47,2    | 21      | 17,2    | 44,4    |
| Nombre d'îles (atolls/ îles tot.)      | Nombre d'îles (atolls/ îles tot.)      | 32/33    | 9/9    | 1 200/1 200 | 113/127        | 15/       | /607                        | 30/1 100      | 700/700 | 332     | /       | 169     |
| Nombre d'îles habitées                 | Nombre d'îles habitées                 | 12       | 8      | 200         | Entre 33 et 43 | /         | /                           | /             |         | 110     | /       | 36      |
| Population (hab.)                      | Population (hab.)                      | 106 925  | 10 959 | 392 960     | 93 186         | 21 900    | 105 000                     | 73 376        | 327 316 | 915 303 | 635 027 | 106 513 |
| Taux de migration (migrants/1000 pop.) | Taux de migration (migrants/1000 pop.) | -2,9     | -6,8   | -12,7       | 1              | /         | -2,93                       | -4,8          | 0       | -6,6    | -1,7    | -17,8   |

Ce Tableau 1 permet de trouver et de comparer facilement quelques caractéristiques des États-atolls. Les longueurs du littoral et la superficie sont très variables : Tuvalu a non seulement la plus petite longueur de littoral (24 kilomètres) mais aussi la plus petite superficie (26 km2), les États fédérés de Micronésie ont la plus grande longueur de littoral (6 112 kilomètres) et les îles Salomon ont la plus grande superficie (28 896 km2). Il est important de signaler que le nombre d’îles varie beaucoup (de 9 à 1 200), tout comme le nombre d'atolls, la longueur du littoral et la superficie totale. Les points culminants sont aussi très contrastés d’un pays à l’autre (2,4 mètres pour les Maldives et 2 310 mètres pour les îles Salomon), cela s’explique par le fait que toutes les îles ne sont pas des atolls. Dans le cas de l’altitude moyenne, les résultats ont beaucoup moins de variation. La part d’occupation du sol peut être mise en relation avec l’économie (tableau 2) surtout en ce qui concerne l’agriculture. La population totale de la zone d’étude est de 793 347 personnes. Cela représente un nombre non négligeable de personnes qui sont directement confrontées aux conséquences de la montée des eaux. Pour toutes les îles excepté les Seychelles, le taux de migration est négatif, cela veut dire qu’il y a plus de personnes qui quittent les îles que de personnes qui immigrent sur les îles.
| Facteurs économiques                     | Facteurs économiques                     | Kiribati              | Tuvalu                                     | Maldives           | Seychelles                 | Îles Cook                             | États fédérés de Micronésie                           | Îles Marshall                                            | Bahamas                      | Fidji                             | Îles Salomon                         | Tonga                                         |
| ---------------------------------------- | ---------------------------------------- | --------------------- | ------------------------------------------ | ------------------ | -------------------------- | ------------------------------------- | ----------------------------------------------------- | -------------------------------------------------------- | ---------------------------- | --------------------------------- | ------------------------------------ | --------------------------------------------- |
| PIB par tête (USD 2015)                  | PIB par tête (USD 2015)                  | 1 800                 | 3 400                                      | 14 900             | 26 300                     | 12 300                                | 3 000                                                 | 3 200                                                    | 24 500                       | 9 100                             | 2 000                                | 5 100                                         |
| Taux de croissance du PIB (%) (2015)     | Taux de croissance du PIB (%) (2015)     | 4,2                   | 2,6                                        | 1,9                | 4,4                        | 0,1                                   | -0,2                                                  | 1,6                                                      | -1,7                         | 4,3                               | 3,3                                  | 3,4                                           |
| Composition par secteur (%)              | Agriculture                              | 26,3                  | 24,5                                       | 3,5                | 3                          | 5,1                                   | 26,3                                                  | 4,4                                                      | 2,2                          | 11                                | 53,2                                 | 19,3                                          |
| Composition par secteur (%)              | Industrie                                | 9,2                   | 5,6                                        | 19,3               | 14,6                       | 12,7                                  | 18,9                                                  | 9,9                                                      | 7,6                          | 18,4                              | 8                                    | 20,1                                          |
| Composition par secteur (%)              | Services                                 | 64,5                  | 70                                         | 77,2               | 82,4                       | 82,1                                  | 54,8                                                  | 85,7                                                     | 90,2                         | 70,6                              | 38,8                                 | 60,6                                          |
| Activité(s) économique(s) principale(s)  | Activité(s) économique(s) principale(s)  | - Agriculture - Pêche | - Exportation - Vente de licences de pêche | - Tourisme - Pêche | - Tourisme - Pêche au thon | - Tourisme - Transformation de fruits | - Tourisme - Construction - Aquaculture - Agriculture | - Coprah - Transformation du thon - Tourisme - Artisanat | - Tourisme - Banque offshore | - Exportation de sucre - Tourisme | - Agriculture - Pêche - Sylviculture | - Agriculture - Pêche - Exportation de fruits |
| Nombre de ports principaux               | Nombre de ports principaux               | 3                     | 1                                          | 1                  | 1                          | 1                                     | 3                                                     | 3                                                        | 3                            | 3                                 | 4                                    | 3                                             |
| Nombre d'aéroports/pistes d’atterrissage | Nombre d'aéroports/pistes d’atterrissage | 19                    | 1                                          | 9                  | 14                         | 11                                    | 6                                                     | 15                                                       | 61                           | 28                                | 36                                   | 6                                             |

À part aux Bahamas et aux Seychelles, le PIB par tête dans les États-atolls reste assez peu élevé. En comparaison, le PIB par tête en Belgique pour la même année était de 44 100 $ US. De manière assez contradictoire, les Bahamas sont un des deux États-atolls dont le taux de croissance du PIB est négatif, cela s’explique par les conséquences dues à un ouragan subi par les îles en 2015 . La composition de l’économie par secteur et les activités économiques principales permettent de rapidement cibler de quoi vit le pays. Sauf les États fédérés de Micronésie et les îles Salomon, tous les États-atolls vivent à plus de 60 % des services et le tourisme y est l’activité principale. Malgré l’isolement relatif de la plupart des îles, le nombre d’aéroports est important, cependant, il ne s’agit souvent que de pistes en terre ne pouvant pas accueillir d’appareils importants, mais juste de petits avions.
Tout d’abord, même si le nombre et la taille des atolls varient d’un pays à l’autre (de 26 km2 pour Tuvalu à 28 896 km2 pour les îles Salomon, voir Tableau 1) et que certains États possèdent des îles volcaniques (États fédérés de Micronésie, Îles Cook, etc), la population rencontre des problèmes environnementaux semblables :
- l’accès à l’eau douce est particulièrement difficile vu l’absence de rivières et la mauvaise qualité des eaux souterraines (il est nécessaire de capter et stocker l’eau),
- l’érosion des plages est accentuée par l’utilisation du sable comme matériau de construction,
- les sous-bois sont surexploités, car il y a peu de restriction pour s’en servir comme combustible.

Ensuite, les économies peuvent être regroupées en deux grands types. Soit l’économie se base fortement sur le tourisme (Maldives, Seychelles, Bahamas, etc.), soit elle est plus indépendante et se base sur l’agriculture et la pêche (Salomon, Tonga, etc.). Dans les deux cas, elle est très fragile et le moindre changement de l’environnement peut ruiner ces pays. Pour survivre économiquement, les États insulaires reçoivent des financements de pays plus puissants tels que les États-Unis ou la Nouvelle-Zélande. Seules les Maldives et les Bahamas semblent échapper à cette problématique. En ce qui concerne les Maldives, c’est sa situation stratégique au niveau des échanges internationaux qui lui fournissent un avantage : elles se situent au centre des voies commerciales entre les différents continents qui l’entourent. Quant aux Bahamas, c’est un des pays les plus riches du monde grâce à l’importance de son tourisme.
Enfin, les politiques d’adaptations imaginées par les États insulaires pour résister à la montée des eaux sont toujours faites pour éviter les problèmes à court terme. En effet, seules les Tuvalu envisagent la submersion totale de ses îles, les autres États ne cherchent qu’à s’adapter aux problématiques environnementales plus rapides comme la qualité de l’eau et l’érosion. Pourtant, certaines îles ont déjà été submergées, c’est le cas d’une partie des îles Salomon par exemple. Cette tendance à regarder à court terme plutôt qu’à long terme est liée à l’attachement aux terres. Ces dernières représentent un bien culturel important pour les habitants des îles : ce sont les terres de leurs ancêtres, celles où ils sont nés et qu’ils définissent comme leur identité. Il leur est donc difficile d’imaginer vivre ailleurs,.

### Les atolls face à l'élévation du niveau des mers

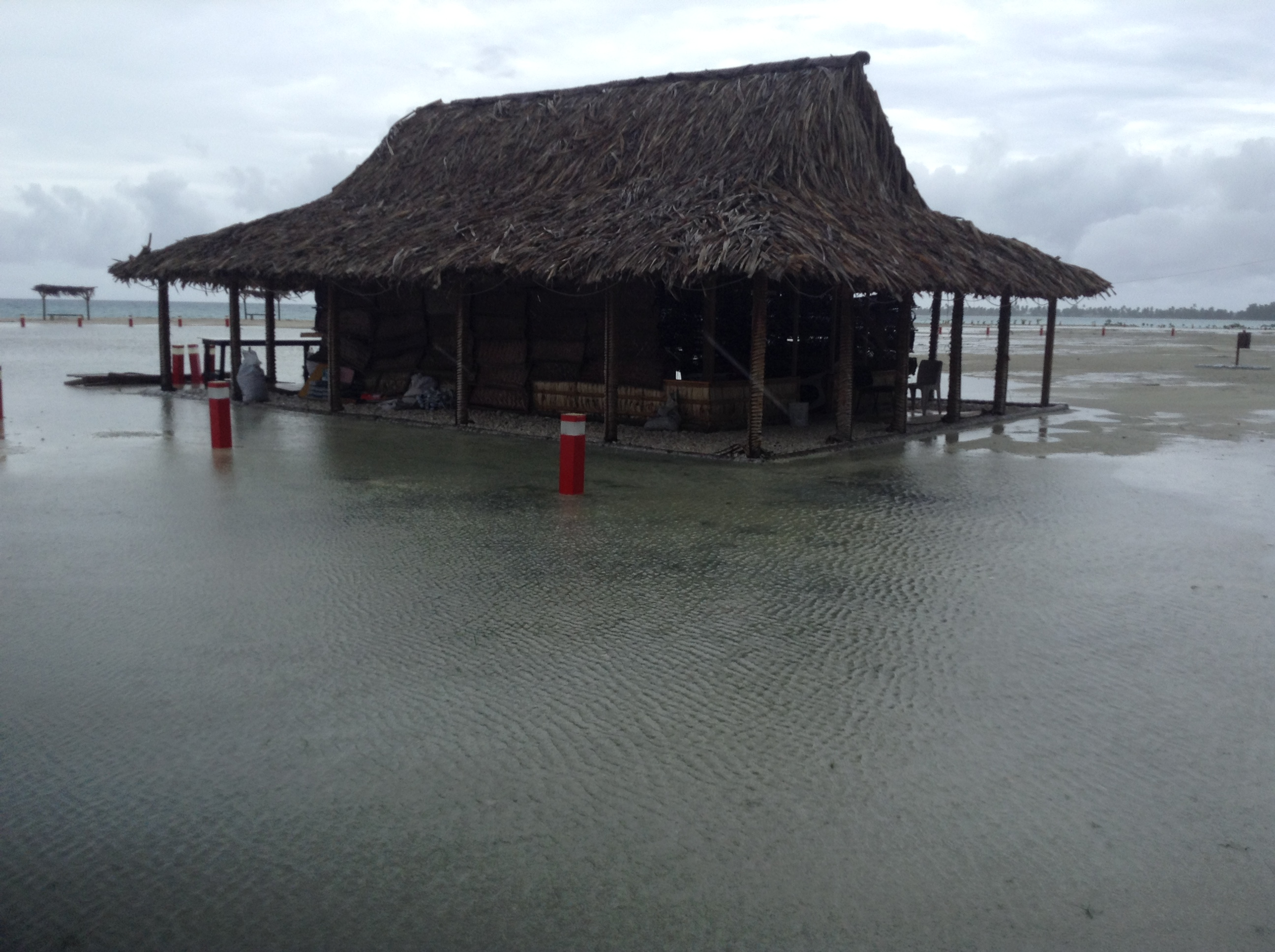
Inondations à Funafuti à cause des pluies et des marées en avril 2017.

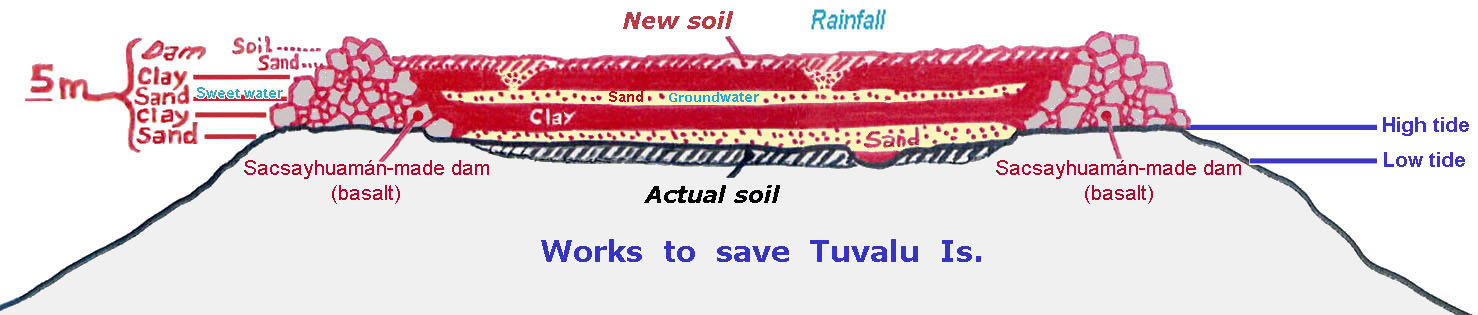
Le plan de sauvetage des atolls par rehaussement artificiel du niveau, proposé en 2007.

C’est le réchauffement climatique qui est à l’origine de l’augmentation du niveau des mers. Et celui-ci est dû à deux processus : la dilatation de l'eau et la fonte des glaces terrestres. Le CNRS considère que « la hausse du niveau des océans, d’environ six centimètres depuis 20 ans, est liée pour 1/3 à la dilatation des océans, dilatation liée elle-même au réchauffement climatique, et pour 2/3 à la fonte des glaciers de montagne et des calottes polaires ».
Les conséquences de ce changement sont variables en intensité et en temps selon la localisation. Cependant, les atolls présentent une série de conséquences similaires face à l’élévation du niveau des mers. La première est une importante perte de biodiversité marine, notamment au niveau des récifs coralliens (Figure 3). La croissance des coraux dépend de la température et de l’acidité des océans ainsi que du niveau d’eau. Pour assurer leur développement, les coraux doivent capter une certaine quantité d’énergie lumineuse à la surface. Plus le niveau d’eau est élevé, plus le récif devra s’élever pour capter la lumière nécessaire. Certains en seront incapables, provoquant, in fine, la mort du corail. En plus de sa destruction liée au manque de luminosité, le corail est sensible à l’augmentation de chaleur et à l’acidification des océans. Le réchauffement des océans est directement lié au réchauffement global de l’atmosphère ; quant à son acidification, elle s’explique par une absorption plus importante du CO2 atmosphérique. Cette perte a d’énormes conséquences pour l’avenir des atolls et pour leur population. En effet, une série de services écosystémiques est fournie par le corail : protection face à l’érosion et à l’énergie des vagues, transport de matériel détritique sur l’île... Sa destruction engendre une intensification de l’érosion côtière et donc, une réduction de la surface des îles coralliennes. En plus de ce problème lié au réchauffement climatique, les autochtones exploitent bien souvent les ressources naturelles du littoral (roches, sables, graviers) pour leur habitat, ce qui accentue d’autant plus l’érosion côtière.
La deuxième conséquence est la salinisation des nappes aquifères qui affecte, non seulement, les réserves d’eau douce, mais aussi la biodiversité terrestre. Les submersions et les infiltrations marines ont une influence directe sur la perte de capacité du sol à accueillir la végétation. Or ces zones des petites îles accueillent généralement des plantes endémiques et sont des aires de reproduction des oiseaux migrateurs. De plus, la disparition de la végétation cause une aggravation de l’érosion du littoral. 
Enfin, au niveau socio-culturel, l’augmentation du niveau des mers pourrait mener à une disparition de plusieurs patrimoines spécifiques. La diminution progressive de la surface habitable incite certaines populations à migrer soit vers d’autres atolls moins touchés, soit vers l’étranger. Malgré la réticence de certains peuples à quitter des terres qu’ils considèrent comme sacrées, la migration est parfois la seule solution pour survivre au changement climatique. Cette dynamique migratoire risque de mener à la disparition de certaines cultures et à des problèmes de souveraineté des différents territoires.
En résumé, la disparition des États-atolls sous les océans mène à une perte de biodiversité marine et terrestre ainsi qu’à la détérioration de tout un patrimoine culturel.

## Politiques d'adaptation
Pour lutter contre la montée des eaux et ses conséquences, il existe de nombreuses politiques d’adaptation. Plusieurs catégories d'adaptations existent à une échelle locale ou plus globale ainsi que leurs solutions. Les infrastructures et l’utilisation de l’environnement sont des méthodes applicables directement sur les îles. Cependant, cela peut être mis en relation avec le reste du monde via des associations externes au pays qui travaillent sur les petites îles. La sensibilisation et la migration sont deux méthodes utilisées à différentes échelles, souvent le travail au niveau local et au niveau global est complémentaire. Le dernier paragraphe aborde les financements des politiques d’adaptation. 

### Infrastructures
Plusieurs grandes catégories de constructions ou d’infrastructures peuvent répondre à l’adaptation des îles face à la montée des eaux. Un des problèmes et des points communs de ces différentes infrastructures est leur coût. Dans le cas des îles artificielles, une énorme quantité de sable est nécessaire, ce qui fait monter les prix. Concernant les digues, c’est la longueur nécessaire (jusqu’à 6 112 km de longueur de littoral pour les États fédérés de Micronésie (voir Tableau 1 )) qui les rend souvent trop onéreuses. 

#### Îles artificielles
L’une des plus grosses constructions ou infrastructures pouvant être construite par l’homme serait l’île artificielle. Celles-ci permettent avant tout d’éviter le déplacement de population vers d’autres pays ainsi que la disparition totale de l’État insulaire. Ces îles peuvent être construites comme étant de toutes nouvelles îles, comme par exemple l’île de Hulhumalé aux Maldives, mais également par extension d’une île déjà existante. Le problème principal reste l’élévation de l’île. Il sera nécessaire de la surélever régulièrement ou de la protéger de digues pour que celle-ci ne disparaisse pas à son tour. Pour remédier à cela, un nouveau genre d’île artificielle est apparu : les îles flottantes. Puisqu’elles sont flottantes, celles-ci s’ajustent à la hauteur du niveau de la mer. Par exemple, les Maldives ont déjà commencé à travailler avec la firme Dutch Docklands International afin de créer certaines de ces îles flottantes. Kiribati pourrait également envisager la construction d’îles artificielles flottantes pour faire face à la montée du niveau de la mer.

#### Digues et murs
Face à l’élévation du niveau marin qui entraîne l’érosion accrue des côtes, la principale adaptation mise en place dans les États insulaires en matière d’infrastructure est la construction de digues ou de murs de protection. Cependant, outre le coût, la construction de digues présente d’autres problèmes. Elles modifient le fonctionnement naturel des mouvements marins et éoliens, entraînant souvent une aggravation du phénomène d’érosion, et donc une nécessité de remplacer ou d’entretenir régulièrement ces infrastructures. De plus, une grande part du revenu des États insulaires est assurée par le tourisme : sept États sur 11 ont une économie basée sur le tourisme (voir tableau 2 : activité(s) économique(s) principale(s)). La construction de ces digues et ces brise-lames le long des côtes pourrait nuire à cette industrie, entraînant des problèmes économiques potentiellement importants. À long terme, et en supposant que les coûts nécessaires puissent être assurés, les îles pouvant utiliser ce type de solution sont celles où le tourisme n’est pas uniquement lié à la présence de plage de sable blanc. Un exemple d’une île s’étant déjà complètement entourée de digues et de brise-lames est Malé aux Maldives. Cette dernière a su, au fil des années et grâce à l’aide financière et technique du Japon, financer le projet. La construction de digues sur cette île n’a pas entraîné de pertes de tourisme majeur. En effet, il s’agit de la capitale, et donc d’une île totalement urbanisée, sans présence de grandes plages ou de milieux naturels intéressants. Enfin, il faut également noter que la construction de murs ou de digues a tendance à favoriser l’érosion au pied de ceux-ci,,,.

### Utilisation de l'environnement
Outre les constructions humaines, il est possible de se servir de la nature pour lutter contre la montée des eaux. Certaines îles utilisent des stratégies environnementales telles que la réimplantation de mangroves, le transfert de sable des fonds marins ou la recherche d’espèces adaptées au changement.

#### Réimplantation de mangroves
Pour limiter l’érosion des côtes insulaires, une méthode utilisée, notamment aux Kiribati, est la réimplantation de mangroves. L’arbre des mangroves est le palétuvier, il s’agit d’arbres qui sont capables de vivre dans les eaux chaudes, salées et peu profondes des tropiques. Grâce à ses racines aériennes courbées s’ancrant dans la vase, les mangroves sont capables d’absorber 70 à 90 % des courants maritimes, limitant ainsi les effets des vagues. En plus de la protection des rivages, elles abritent un certain type de biodiversité marine, permettent de purifier l’air, produisent du bois et accroissent la productivité de la pêche. À Tuvalu, il existe également des plantations de palétuviers afin de protéger le littoral. Aux Maldives, le déboisement des mangroves a rendu les littoraux fragiles face aux aléas climatiques. La replantation de mangroves semble être une solution appropriée pour faire face à ce problème. 

#### Transferts de sable des fonds marins
Une autre méthode pour ralentir l’érosion est l’apport de sable des fonds marins. Cette technique est utilisée aux Kiribati, mais aussi aux Maldives. Chez ces derniers, la réalisation de brèches ouvertes à l’explosion dans le récif corallien est également réalisée, mais celle-ci est très critiquée à cause de son impact négatif direct sur l’écosystème.

#### Recherche scientifique
Enfin, il existe des études scientifiques dirigées par de nombreux États insulaires pour trouver des solutions à l’érosion côtière. D’une part, dans les îles Marshall, des biologistes expérimentent des cultures hybrides capables de résister à l’eau salée, notamment dans la culture du taro et du manioc. Tandis qu’aux Maldives, des experts en biologie marine réalisent des recherches sur des coraux capables de résister à la chaleur induite par le réchauffement des océans. Mais face au peu d’équipement existant de nos jours, les Maldiviens se contentent de préserver et d'élever des coraux pour limiter au maximum l’érosion.

### Organisations
Les organisations jouent un rôle central pour l’adaptation face aux changements climatiques. Elles ont une action très complète puisqu’elles jouent un rôle à court et long terme sur les politiques d’adaptation qui pourraient être adoptées. Il en existe un très grand nombre toutes très différentes les unes des autres. Malgré cette diversité, un critère qui fait varier les possibilités et les capacités des organisations, est le type de personne qu’elles regroupent.
Tout d’abord, une organisation peut être composée de personnes directement touchées par la problématique. Ils peuvent agir de deux façons différentes, soit en mettant en place des solutions à l’échelle régionale, plus souvent à court terme, soit comme porte-parole politique grâce à leur connaissance très précise de la situation. Aosis, une association de dirigeants d’États-atolls, est très présente lors des sommets internationaux tels que la COP21. Un autre exemple est le Kiribati Adaptation Program (KAP) qui travaille pour mettre en place des solutions à court terme à l’échelle régionale de Kiribati, comme l’implantation de mangroves.
Les organisations suivantes regroupent des représentants de pays développés. Celles-ci sont la source de beaucoup de financements et de recherches afin de trouver des solutions à court et long terme. Elles sont en général spécialisées dans certaines politiques d’adaptation. L’International Organization for Migration (IOM) est spécialisée dans le soutien aux migrants, elle cherche à améliorer les conditions des migrations environnementales dont celles dues aux changements climatiques. L’Organisation for Economic Co-operation and Development (OECD) est l’organisation officielle mondiale permettant aux pays en voie de développement de demander des financements pour leurs projets concernant les changements climatiques. Elle est basée sur des financements privés et publics dans les pays développés. Comme chaque pays est libre du montant qu’il veut donner, l’argent transite par des organismes nationaux tels que l’agence belge de développement ou coopération technique belge (CTB). Cette dernière a permis d’investir 5 millions d’euros dans des projets pour le changement climatique dans des pays avec peu de financement. Une autre organisation pour renforcer la coopération entre les pays développés et les pays soumis aux changements climatiques est la Global Climate Change Alliance (GCCA). Elle a été mise en place par l’Union Européenne en 2007 et finance de nombreuses études pour toutes les problématiques liées aux changements climatiques. Il existe encore beaucoup d’autres organisations importantes de ce type, qui agissent de façon différente les unes des autres comme la Pacific Adaptations to Climate Change (PACC) ou encore l’Intergovernmental Panel on Climate Change (IPCC). Chacune travaille sur des solutions potentielles différentes, à l’échelle régionale ou mondiale, de façon distincte, par des financements, des négociations politiques ou simplement de la sensibilisation.
Enfin, les derniers groupes de personnes sont les innombrables associations, nationales ou régionales, qui réunissent des personnes ne faisant pas partie du gouvernement. Elles sont le plus souvent localisées dans des pays développés et travaillent à la sensibilisation de la population aux problèmes liés aux changements climatiques.

### Sensibilisation
La sensibilisation existe à différents niveaux. Elle peut se faire à l’échelle nationale afin de rassembler et d'éduquer la population des îles en danger ou avoir une visée internationale en poussant les consommateurs des pays industrialisés à être plus responsables. Les auteurs de « Surviving climate change in small islands » insistent sur la procédure à suivre pour une bonne sensibilisation. Il est crucial de définir les objectifs de la sensibilisation ainsi que le public cible avant de penser à la méthodologie. En effet, le message sera différent selon les groupes sociaux visés. Par exemple, les touristes seront plutôt sensibilisés à faire attention à leur consommation, chez eux, alors qu’il sera demandé aux habitants des îles de prendre conscience de la fragilité de leur environnement. Il n’y a pas de méthode adéquate, le plus important est que le message touche les populations concernées. Ainsi, dans un pays à tradition orale, une pièce de théâtre en rue sera sûrement plus efficace qu’un tract distribué à la population. 
Les acteurs de la sensibilisation sont tout aussi variés que les méthodes utilisées. Par exemple, en 2014, trois dirigeants d’État insulaires ont traversé l’océan à partir de la Nouvelle-Zélande et des îles Cook jusqu’à Sydney, en Australie, pour se rendre au sixième Congrès mondial des parcs. D’autres dirigeants préfèrent profiter d’une déclaration de presse pour tirer la sonnette d’alarme au niveau mondial. Lorsque le président des Maldives a déclaré qu’il avait l’intention de collecter des fonds pour acheter des terres aux nations voisines, l’objectif était double : d’une part il voulait prévenir les pays voisins de ses intentions et d’autre part, c’était un moyen d’exposer l’importance du problème au monde entier. À une échelle beaucoup plus importante, certains congrès ont des objectifs de sensibilisation en plus de prise de décision politique. Par exemple, le protocole de Kyoto concernant l’engagement des pays industrialisés à diminuer leurs émissions de gaz à effet de serre combine deux méthodes. Il énumère des principes clés concernant la lutte contre le réchauffement climatique et il renforce la prise de conscience publique au niveau mondial. 
À partir du moment où les populations des pays développés sont sensibles au problème de montée des eaux et qu’elles demandent à aider les pays en développement, les ministres accordent plus d’importance à la problématique du climat. La sensibilisation peut donc permettre d’augmenter les fonds destinés à financer les projets des pays en développement. Enfin, certains acteurs travaillent en combinant les échelles. C’est le cas des « Guerriers du Pacifique », des activistes dont l’objectif est d’impliquer les communautés locales pour faire pression sur les autorités. Le lien entre les deux niveaux sociaux est créé via leurs activités ; ils sensibilisent la population en leur proposant des formations techniques sur la sauvegarde de l’environnement à travers des activités très variées et ils se servent du résultat pour monter dans la hiérarchie. Par exemple, des vidéos et des photos sont créées avec les participants et sont ensuite largement diffusées, notamment vers les autorités. En 2014, une activité consistait à fabriquer des pirogues avec les participants pendant plusieurs semaines. Les constructions ont ensuite été utilisées par les « Guerriers » pour bloquer un port industriel en Australie.

### Migration
L’une des solutions à long terme la plus souvent évoquée est la migration de la population locale, même si aux yeux des politiques, elle représente un échec de l’adaptation au changement climatique. Comme pour les pays continentaux, la migration peut se faire à l’intérieur de l’archipel, mais aussi vers d’autres îles ou pays. Néanmoins, à long terme, la migration interne ou vers d’autres îles n’est pas envisageable, car elle peut entraîner une surpopulation et une forte pression sur les ressources et l’emploi qui sont déjà limités. Dans l’archipel de Tuvalu, par exemple, une grande immigration vers la capitale fait qu’elle abrite maintenant près de 6 000 personnes, soit la moitié de la population de l’archipel (voir Tableau 1 : Population (hab.)). Aux Maldives, une politique mise en place vise à rassembler la population sur certaines îles dans le but de les protéger. Il ne reste alors que la migration vers d’autres pays même si de nombreux habitants refusent de quitter leur pays dû au fait qu’ils ont un lien fort avec leur terre natale, ils ont peur de perdre leur identité ainsi que leurs traditions.
Mais un autre problème entre en jeu : le statut de migrant climatique n’est pas encore reconnu. En effet, ils n'entrent pas dans les conditions de la convention de Genève et une modification de cette convention pousserait les pays industrialisés à revoir leur droit d’asile, ce qui conduirait à une restriction au lieu d’un élargissement de la convention. C’est pour cela que l’organisation International Organization for Migration (IOM) a travaillé pendant 20 ans dans le but de donner une définition aux migrants environnementaux. Depuis 2007, cette définition est de plus en plus utilisée lors des débats internationaux et elle permet aux migrants climatiques d’être reconnus par une grande partie des pays et de leur offrir une protection adéquate. Elle inclut tous les types de migration causée par le changement climatique.  
De plus, il ne faut pas oublier que les pays vers où se fait la migration ne sont pas toujours d’accord et limitent la migration ou l’interdisent. En effet, la migration forcée d’un grand nombre de personnes vers d’autres pays pourrait causer des conflits qui peuvent être violents si la destination d’accueil n’a pas les moyens de les recevoir, que ce soit en termes de travail, de ressource ou dû à des différences ethniques, religieuses, etc.. Il existe aussi des mécanismes de migration par quota, qui limitent l’arrivée des migrants, comme par exemple la Nouvelle-Zélande qui choisit le nombre de personnes autorisées à entrer sur le territoire tout en répondant à certaines conditions,. Il ne faut pas non plus oublier que les migrants climatiques se couplent avec les migrants économiques, politiques, etc. « Les pays développés qui accueillent déjà des réfugiés politiques se montrent plutôt réticents à l’idée d’inclure ces nouveaux réfugiés dans l’équation » car ils ont déjà du mal à gérer l’arrivée massive de migrants dans un contexte qui est marqué par de nombreux problèmes socio-économiques.

### Financement
L’adaptation des États insulaires face aux changements climatiques a un coût, ce qui les contraint à s’organiser de manière à être le plus économiquement rentable. Ils utilisent donc des stratégies telles qu’une meilleure occupation du sol ou une étude plus approfondie de l’emplacement des infrastructures. Cependant, les organisations nationales ne suffisent pas à combattre les changements climatiques. Des aides financières sont donc nécessaires afin de préserver ces États en danger.
Tout d’abord, en ce qui concerne la politique intérieure des îles, chacune met en vigueur des taxes et subsides afin d’enrichir les caisses de l’état. Cependant, ces politiques ne sont pas efficaces puisqu’elles appauvrissent la population, déjà en difficulté. Il faut donc trouver une autre source de revenus.
C’est là qu’intervient la politique internationale. En effet, le manque de développement des infrastructures, la pauvreté, la rareté des ressources économiques et la petite taille des pays ont pour conséquence une grande dépendance économique vis-à-vis du reste du monde. Il existe deux grands canaux de financement : le multilatéral et le bilatéral.
Le financement multilatéral se fait via des fonds climats où chaque pays met la somme qu’il désire. Cet argent est redistribué entre les pays en voie de développement, qui sont dans le besoin. En 1992 la UNFCCC (United Nation Framework Convention on Climate Change) a mis en place des opportunités de financement pour les pays en danger. En 2009, la COP 15 a révolutionné les financements multilatéraux. En effet, les pays membres de l’OCDE n’ont pas trouvé d’accord formel mais ils se sont engagés à fournir 100 milliards de dollar par an vers les pays en voie de développement (y compris les îles), à partir de 2020. Avant cette date, dans les années 2010-2012, ces mêmes membres ont mis en place le Fast Start pour réunir 30 milliards de dollar sur une période de trois ans. Ils comptent de cette manière décupler le budget octroyé aux pays en voie de développement entre 2010 et 2020. Cependant, il existe une grosse différence entre ces deux périodes ; durant le Fast Start, le financement était uniquement public alors qu’à partir de 2020, les fonds viendront du secteur public et du secteur privé. En effet, les États, comme la Belgique, encouragent et aident les entreprises privées à investir à l’étranger et notamment dans les États insulaires. 
Le côté négatif du financement multilatéral, pour les petites îles, est le manque de ressources humaines disponibles. En effet, ces États disposent de moins de chercheurs, sur place, pour travailler sur les changements climatiques. La mise en place de projet à soumettre à l’OCDE est de ce fait, longue et difficile. Cette difficulté engendre moins de financement en comparaison à d’autres pays comme la Chine qui n’a aucun problème à élaborer des projets fiables. Ces États insulaires nécessitent donc un accès plus rapide et facile aux financements car ils subissent plus de conséquences du changement climatique.
Le financement bilatéral est une autre manière de financer les pays en voie de développement. Il a le même but que le financement multilatéral, mais au lieu de passer par un fonds commun, ce sont les pays développés qui donnent directement de l’argent aux pays qu’ils désirent aider. Les financements bilatéraux se font soit par affinité, soit dans un but plus lucratif, pour garder le contrôle sur leur argent et sur les pays qu’ils financent. C’est le mouvement financier le plus utilisé. Par exemple, l’Australie finance directement les Kiribati où l’argent perçu sert à acheter des terres aux îles Fidji afin de pouvoir y migrer en cas de nécessité.
Une fois l’argent à disposition des pays en voie de développement, deux types d’accès sont possibles. Premièrement, l’accès direct, dans lequel l’argent est directement donné au gouvernement, qui décidera seul comment l’investir. Deuxièmement, l’accès indirect, dans lequel les pays donateurs font intervenir des ONG et des experts afin de réaliser des projets. L’accès direct garantit la continuité des projets à long terme. Alors qu’avec l’accès indirect, les experts quittent le pays à l’aboutissement du projet, ce qui signifie la fin de son suivi. Si celui-ci n’a pas été accepté par le pays, il risque de péricliter.
Il existe différents projets :
- « The Least Developed Countries (LDCs) Fund », qui conseille sur les stratégies et approches pour mettre en place un programme d’adaptation pour un pays particulier.
- « The Special Climate Change Fund », qui fournit une assistance financière aux pays développés les plus vulnérables aux impacts des changements climatiques.
- le financement des mesures d’adaptations pilotes établies par le GEF (Global Environnement Facility).

En résumé, ni les organisations, ni les pays donateurs ne peuvent décider à la place des pays financés. Ils peuvent investir à court terme ou à long terme, c’est à eux de choisir. Le fait est qu’ils auront une dette envers ces pays riches. Mais à court-terme, ce n’est pas préoccupant.

## Discussion
Les différentes politiques d’adaptation ont été abordées de manière séparée dans les paragraphes précédents. Cependant, elles peuvent toutes être mises en relation au travers d’une certaine dynamique et en les classant selon trois catégories ; [1] les adaptations à court terme, [2] les adaptations à long terme et [3] les adaptations servant d’outils. La Figure 5 illustre cette situation. 
L’infrastructure et l’utilisation de l’environnement sont des solutions locales. Même si le financement leur donne un aspect international, ces adaptations s’effectuent directement sur les îles. La migration a un aspect beaucoup plus international. Il est intéressant de constater que les adaptations locales correspondent aux solutions à court terme alors que les adaptations internationales ont un aspect plus durable (solutions à long terme). La classification de solution durable et à court terme s’est faite selon deux critères. Le premier critère est basé sur l'hypothèse que les îles sont susceptibles d'être entièrement submergée. C'est pourquoi, les solutions locales comme l’environnement ne semblent donc pas considérées comme durables. Le second critère est que les facteurs environnementaux et financiers sont restrictifs. L’implantation d’infrastructures a un coût extrêmement important et cause des dommages environnementaux irréversibles. Cette dernière n’est également pas considérée comme une solution durable.[style à revoir] Actuellement, il s’agit essentiellement de projets et leur prix reste excessif. Cependant cela pourrait se développer et mener à des solutions intéressantes, dans le futur. Mais dans les années à venir, la seule solution durable reste la migration.

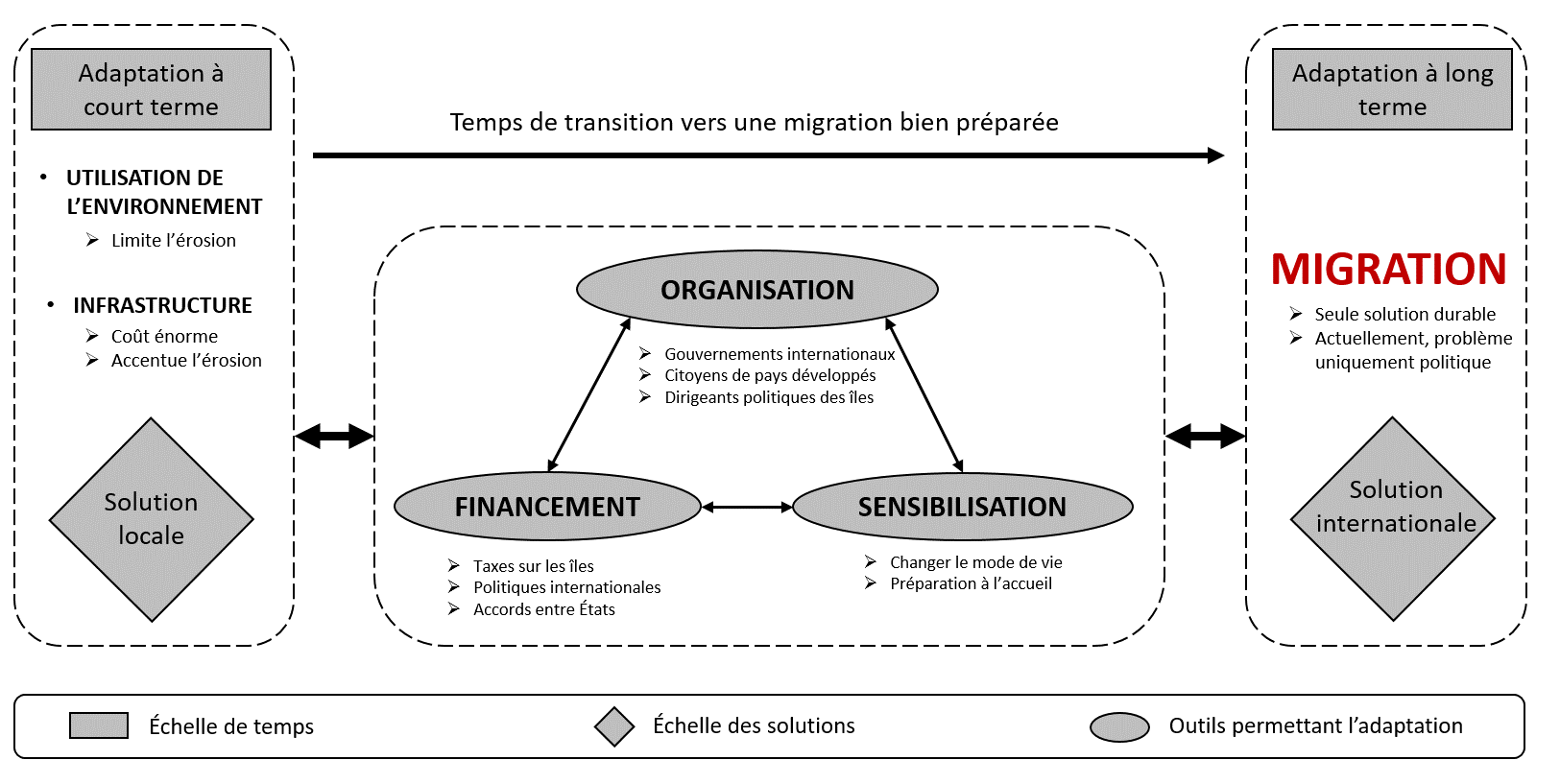
Schéma des interconnexions des adaptations à la montée des eaux. Cet organigramme représente les différentes politiques d’adaptation identifiées lors de l’étude ainsi que les relations qui existent entre elles. Elles ont été classées selon trois catégories principales ; la notion de durabilité des adaptations, l’échelle des solutions, et les solutions servant d’outils aux autres.

Les trois types d’adaptation énumérés ci-dessus (utilisation de l’environnement, infrastructures et migration) nécessitent des outils pour être efficace. Ces derniers sont le financement, les organisations et la sensibilisation. Tous trois sont liés et sont au cœur des politiques d’adaptation. Sans base budgétaire, aucune solution ne semble envisageable : toutes les adaptations ont un coût et celui-ci est parfois très important. Les organisations sont le moteur des adaptations ; que ce soit au départ des îles ou à l’échelle internationale, ce sont elles qui initient les différentes actions. Enfin, la sensibilisation permet d’élaborer une communication entre les acteurs des adaptations, les populations touchées par la montée des eaux et le public international. Malgré le fait que ces trois éléments soient distincts, leur interrelation est importante. Sans financement, les organisations ne savent pas agir et les campagnes de sensibilisation sont irréalisables. Or les fonds récoltés sont d’autant plus importants que les organisations utilisent la sensibilisation pour soulever le problème de montée des eaux ou les conséquences du réchauffement climatique. Malgré les accords de pays développés pour donner une certaine somme d’argent aux pays disposant de moins de revenus, les financements ne sont pas répartis de façon équitable. En effet les pays développés n’ont aucune obligation de versement d’argent et ils peuvent se contenter de financer des projets dans les pays avec lesquels ils ont des accords. La politique joue un rôle important même dans ces actions. Chacun de ces trois outils a donc une place non négligeable dans la réalisation des actions d’adaptation.
L’interprétation de ces relations a mené à plusieurs constats importants. Comme expliqué précédemment, beaucoup d’États-atolls n’appliquent que des adaptations à court terme car ils n’envisagent pas une immersion complète. Cependant, ces solutions ne sont que provisoires ; tant les constructions que l’utilisation de l’environnement ne résisteront pas à la montée des eaux prévues par le Groupe d'experts intergouvernemental sur l'évolution du climat (GIEC). Par conséquent, la seule solution envisageable, à long terme, pour la population des îles semble être la migration. Or, deux blocages principaux se font au niveau de la migration. Le premier est le manque de précision dans le statut de migrant climatique. Ce manque de définition claire et reconnue bloque les discussions au niveau international en ce qui concerne les personnes mises en danger par les changements climatiques. Le deuxième blocage est lié aux populations d’accueil et aux futurs migrants. Ces deux populations doivent se préparer à la migration. D’une part les populations d’accueil doivent s’attendre à accueillir des migrants, d’autre part, les populations des îles doivent réellement envisager de migrer malgré leur attachement culturel. Au plus le changement sera anticipé et organisé, au plus les différentes populations seront prêtes à accueillir ce changement. Dans les deux cas, des campagnes de sensibilisation efficaces aideront à la transition. 
En définitive, un travail important doit être réalisé en ce qui concerne la migration pour résoudre le problème de montée des eaux dans les États-atolls. Actuellement, le blocage principal est uniquement politique puisqu’il concerne une entente sur la définition des migrants climatiques. Mais une fois que ce blocage sera résolu, le travail de sensibilisation et de préparation à la migration restera conséquent et prendra du temps. Or, la montée des eaux a déjà des conséquences dans les États-atolls. Par conséquent, les solutions à court terme sont nécessaires pour la survie de la population des États-atolls le temps de permettre une transition efficace vers la migration.

## Conclusion
Certaines zones du globe sont extrêmement sensibles au changement climatique. C’est, notamment, le cas des États-atolls face à la montée des eaux. Les conséquences pour ces petites îles sont multiples : elles vont d’une destruction progressive de l’environnement à un bouleversement des cultures locales en passant par un déséquilibre de la situation économique. À terme, ces territoires pourraient entièrement disparaître sous les océans. En considérant que les îles puissent être entièrement submergées, la seule solution envisageable pour la population des États-atolls est la migration. Cependant, pour que cette dernière soit une réussite, elle doit être préparée et planifiée. Une solution de transition serait d’utiliser des solutions à court terme, le temps de planifier la migration et de sensibiliser les populations d’accueil et de départ. L’ensemble des solutions nécessite un financement important qui est souvent lié à des organisations à échelle internationale. Cela referme la boucle commençant par un réchauffement global et finissant sur un financement général.